# کلیتون ۴۵۶۴
سیارک ۴۵۶۴ (به انگلیسی: 4564 Clayton، نامگذاری:1981ET16) چهار هزار و پانصد و شصت و چهارمین سیارک کشف شده‌است که در ۶ مارس ۱۹۸۱ کشف شد.
قدر مطلق سیارک برابر ۱۳٫۳۰ است.